# Тшебятув (Старгардський повіт)
Тшебятув (пол. Trzebiatów) — село в Польщі, у гміні Старґард Старгардського повіту Західнопоморського воєводства.
Населення — 338 осіб (2011).
У 1975-1998 роках село належало до Щецинського воєводства.

## Демографія
Демографічна структура станом на 31 березня 2011 року:
|          | Загалом | Допрацездатний вік | Працездатний вік | Постпрацездатний вік |
| -------- | ------- | ------------------ | ---------------- | -------------------- |
| Чоловіки | 167     | 35                 | 124              | 8                    |
| Жінки    | 171     | 50                 | 94               | 27                   |
| Разом    | 338     | 85                 | 218              | 35                   |